# El Serralet (Corbera de Llobregat)
El Serralet és una serra situada al municipi de Corbera de Llobregat a la comarca del Baix Llobregat, amb una elevació màxima de 340 metres.